# Vallée d'Izarbe
La Vallée d'Izarbe (Valdizarbe en espagnol ou Izarbeibar en basque) est une vallée centrale et une région historique de la communauté forale de Navarre, située au sud du bassin de Pampelune , dans l'actuelle région de la comarque de Puente la Reina-Garesaldea. 
La ville principale est Puente la Reina-Gares.

## Étymologie
Izarbe se traduit par « au pied des frênes, au bas des frênes », il est composé de izar  qui signifie « frêne » (dérivé de lizar en basque) et du suffixe be qui signifie « en bas de, bas »,. Tout comme l'étymologie de Lizarra ou Izarra, Izarbe ne dérive pas du mot izar qui signifie « étoile » en basque et qui pourrait se traduire par « sous les étoiles ».
Izarbe apparaît parfois comme Itzarbe, Içarbe, Issarbe, Iltzarbe ou Ilzarbe. En 2007, le Comité d'Onomastique d'Euskaltzaindia a déclaré qu'Itzarbe avec un « t » n'était pas la bonne forme. Quant aux formes avec un « l », l'académie a affirmé qu'elles sont assez modernes, remontant au XVIe siècle. Il s'agit donc d'un phénomène de résonance, assez courant en toponymie, et on ne peut ignorer qu'il a été influencé par le nom Iltzarbe, par analogie. Ilzarbe est documenté dans la vallée d'Ollo depuis au moins le 13ème siècle.

## Géographie

### Localisation
La Vallée d'Izarbe est située au cœur de la Navarre, dans la comarque de Puente la Reina et au sud de la mérindade de Pampelune. Au nord, de l'autre côté de la Sierra del Perdón ou Erreniega, se trouve le bassin de Pampelune, la vallée d'Echauri, Galar et Cendea de Cizur . A l'est, montagne d'Alaitz, Muru Artederreta et Orbaibarra. Au sud se trouvent Mendigorría et Artajona. A l'ouest se trouve Mañeruibarra ou Muruarte de Reta, dans la mérindade d'Estella .

### la faune et la flore
La Vallée d'Izarbe abonde de pins, chênes verts, peupliers, chênes et bouleaux, ainsi que du romarin, du thym et de la lavande. 
On y plante surtout des céréales dans les champs, mais il y a aussi des asperges, des oliviers et des vignes. Ces dernières années, avec l'écoulement de l'eau du canal de Navarre (qui traverse la vallée d'est vers le sud), des terres irriguées se sont développées, ainsi que les productions d'haricots, de maïs, etc.
Les animaux sauvages sont les sangliers, les renards, les lapins et les lièvres, les perdrix, les Milvus, les faucons, les aigles serpents, les cormorans, les hérons et les cigognes. 
L'élevage traditionnel, abondant autrefois, est aujourd'hui en déclin, mais les exploitations industrielles sont présentes (porcherie ou volaille par exemple).

## Municipalités

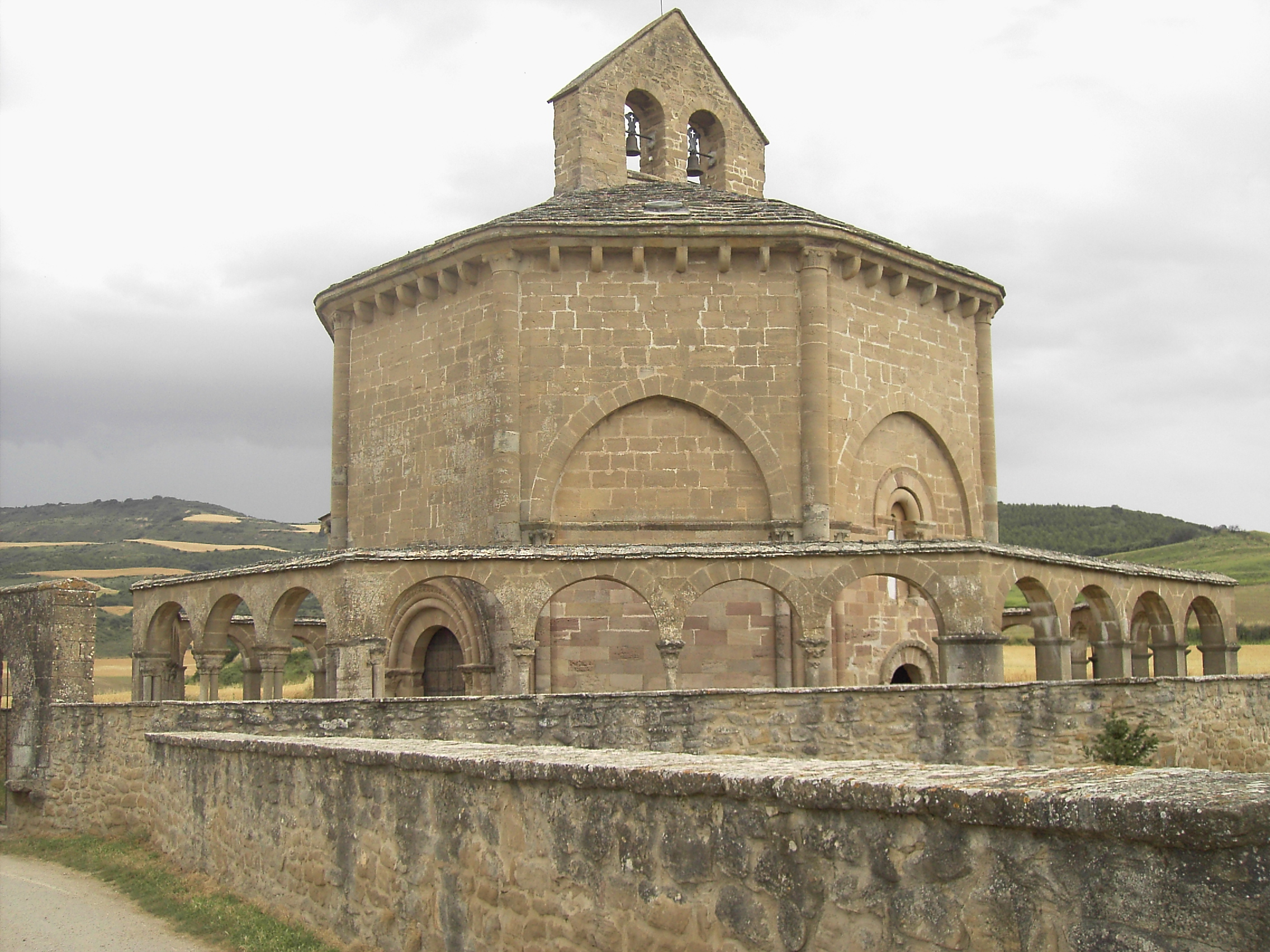
Ermitage d'Eunate au cœur d'Izarbeibar.

La Vallée d'Izarbe est composée des municipalités de Legarda, Uterga, Adiós, Úcar, Biurrun-Olcoz, Tirapu, Añorbe, Enériz, Muruzábal, Obanos et Puente la Reina-Gares.

## Culture

### La langue basque
Aujourd'hui, Uterga, Biurrun-Olcoz, Obanos, Añorbe et Puente la Reina-Gares ont des écoles de langue basques. En 2010, 15 % de la population est bascophones ; Dans la municipalité de Puente la Reina-Gares qui compte 20 % de bascophones, 60 % d'étudiants sont dans le modèle D où tout l'enseignement est en basque. La mairie dispose d'un service de la langue basque et de sa propre initiative, avec l'aide du linguiste Aitor Arana, qui a étudié le dialecte perdu de la région, ils ont entrepris de récupérer le patrimoine linguistique.

### Sources
- (eu) Cet article est partiellement ou en totalité issu de l’article de Wikipédia en basque intitulé « Izarbeibar » (voir la liste des auteurs).